# Los profesionales
Los profesionales est une émission de télévision chilienne diffusée sur la chaîne de télévision La Red et présentée par Victor Gutiérrez. Diffusée du lundi au dimanche à 21h00.

## Saisons
| Saison | Épisodes | première diffusion | dernière diffusion | Présentation                  |
| ------ | -------- | ------------------ | ------------------ | ----------------------------- |
| 1      | 8        | 20 février 2012    | 27 février 2012    | Gonzalo Feito Jennifer Warner |
| 2      | 8        | 23 février 2013    | 2 mars 2013        | Victor Gutiérrez              |

## Présentation

### Présentateurs actuels
- Victor Gutiérrez (2013)

### Présentateurs précédents
- Gonzalo Feito (2012)
- Jennifer Warner (2012)

## Participants

### Panélistes actuels
- Felipe Avello (2013)
- Wilma González (2013)
- Vasco Moulián (2013)

### Panélistes précédents
- María Luisa Mayol (2012)
- Victor Gutiérrez (2012)
- Alejandra Valle (2012)

### Sources
- (es) Cet article est partiellement ou en totalité issu de l’article de Wikipédia en espagnol intitulé « Los profesionales (programa de televisión chileno) » (voir la liste des auteurs).